# Первомайский (Нижнеудинский район)
Первома́йский  — посёлок в Нижнеудинском районе Иркутской области. Входит в состав Замзорского муниципального образования.

## География
Посёлок находится на расстоянии 63 км к северо-западу от города Нижнеудинск, административного центра района.

## Население
| 2002 | 2010 | 2011 | 2012 |
| ---- | ---- | ---- | ---- |
| 376  | ↘334 | ↘333 | ↘328 |

## Улицы
- ул. Алтайская,
- ул. Береговая,
- ул. Нагорная,
- ул. Центральная.